# Thomas Saleh
Jirays H̱anā S̱āleẖ, en religion Thomas Saleh, Thūmā de B'abdāt ou Thomas de Baabdat, né le 3 mai 1879 à Baabdat au Liban, mort le 28 février 1917 à Kahramanmaraş dans l'actuelle Turquie, est un prêtre maronite libanais de l'Ordre des frères mineurs capucins (franciscains), victime des génocides contre les chrétiens arméniens et assyriens. 
Thomas Saleh rejoint les franciscains à Istanbul et y effectue son noviciat avant de faire sa profession religieuse au milieu des années 1900 et d'être ordonné prêtre à la fin de 1904. Il s'occupe des missions et œuvre avec Léonard Melki ; il se consacre à l'école missionnaire et devient un prédicateur réputé. Il est transféré en 1910 puis est expulsé à la fin de 1914, après le début de la Première Guerre mondiale, à l'époque du génocide arménien et du génocide assyrien. 
Il est arrêté en 1916 après que la police ait déposé des preuves dans son couvent pour procéder à son arrestation. Il est maltraité et torturé en prison, parce qu'il refuse de renier sa foi et de se convertir à l'islam, avant de mourir d'épuisement à la suite des tortures qu'il subit en plus de la maladie qui l'atteint pendant son emprisonnement.
La procédure de béatification de Thomas Saleh commence en 2005 à Beyrouth. Le pape François reconnaît en 2020 que Thomas Saleh est mort « ex aerumnis carceris » (des suites des difficultés de l'incarcération) et autorise la béatification de Thomas Saleh. Lui et son compagnon Léonard Melki sont béatifiés le 4 juin 2022.

## Biographie
Thomas Saleh naît à Baabdat le 3 mai 1879, le cinquième d'une famille de de six fils. Il est baptisé dans la semaine précédant sa confirmation le 19 novembre 1893,,.
Dès son adolescence, il se sent attiré par les caractéristiques et l'exemple des franciscains mais il a un intérêt particulier pour les Capucins ; il demande à les rejoindre et est d'abord envoyé dans leur séminaire à Saint-Étienne d'Istanbul le 28 avril 1895 et il y effectue son noviciat. Il revêt l'habit franciscain pour la première fois le 2 juillet 1899. C'est également à ce moment-là qu'il se sent attiré pour rejoindre les missions car il aime l'idée de prêcher et d'administrer les sacrements dans différents lieux. Thomas Saleh effectue sa profession religieuse initiale le 2 juillet 1900, puis il est ordonné prêtre le 4 décembre 1904 après avoir terminé sa formation philosophique et théologique à Buca où il avait fait sa profession perpétuelle solennelle le 2 juillet 1903,,.
Thomas Saleh est affecté à œuvrer dans les missions en Mésopotamie, à Mardin où il a travaille avec son ami et compatriote Léonard Melki, et où il se consacre à l'école de la mission après avoir terminé ses examens finaux le 23 avril 1906.
Il devient également un prédicateur réputé et administre les sacrements aux pauvres, ce qui le conduit dans différents lieux comme Kharput où il entend les confessions et enseigne aux étudiants qu'il présente au Tiers-Ordre de Saint François avec lequel il collabore. Il est transféré en 1910 à Diarbékir mais il est ensuite expulsé de la région le 22 décembre 1914 comme d'autres missionnaires et religieuses, en raison de la situation politique critique, et il doit s'installer à Urfa,,.
Le déclenchement de la Première Guerre mondiale en 1914 contribue à exacerber la violence dans l'Empire ottoman en 1915, ce qui conduit aux drames du génocide arménien et du génocide assyrien. La persécution contre les chrétiens se répand dramatiquement et conduit à des déportations et à des exterminations massives, des milliers de personnes étant conduites à la mort, souvent sans procès. Même les appels du pape Benoît XV ne réussissent pas à empêcher ces déportations et ces meurtres ; l'Église doit organiser des actions clandestines pour sauver les persécutés.
Thomas Saleh connaît les risques liés à son apostolat, mais il continue à prêcher et à s'occuper des pauvres malgré le harcèlement de la police et plusieurs massacres dans les environs ; il se cache temporairement dans un couvent avec un prêtre arménien mais ne peut pas empêcher l'arrestation de ce prêtre le 24 septembre 1916. Cette arrestation rend la police méfiante à l'égard de Thomas Saleh et décide de le surveiller,. Thomas Saleh apprend même que son ami Léonard Melki a été assassiné en juin 1915 après de fausses accusations portées contre lui. La police fait preuve d'un fort sentiment antireligieux et devient déterminée à arrêter Thomas Saleh. La police perquisitionne alors le couvent et y découvre un petit revolver que la police y avait placé pour pouvoir procéder à une arrestation prétendument justifiée. Thomas Saleh est arrêté le 4 janvier 1917 et incarcéré dans une prison où il est maltraité et enfermé avec des prisonniers infectés au point qu'il contracte le typhus qui voit sa constitution affaiblie se détériorer davantage.
Thomas Saleh meurt le 28 février 1917 à Kahramanmaraş, à cause de sa maladie et de l'épuisement dû aux tortures endurées. L'état de Thomas Saleh s'était détérioré aussi en raison d'autres facteurs comme les transferts dans différentes prisons et la contrainte de subir plusieurs marches de la mort avec les autres prisonniers. Pendant son séjour en prison, ses ravisseurs tentent de faire renoncer Thomas Saleh à sa foi et de le forcer à se convertir à l'islam, ce qu'il refuse. Sa mort brutale voit ses ravisseurs le tuer à coups de cimeterre et de hache et ses restes jetés dans les puits et les grottes. Il répète pendant son emprisonnement et dans les derniers jours : « J'ai pleine confiance en Dieu ; je n'ai pas peur de la mort ». Il exhorte dans ses derniers instants ses compagnons à faire confiance à Dieu et il demande à Jésus, à travers l'Eucharistie, de pouvoir supporter les souffrances des persécutés,.

## Béatification
Le procès diocésain pour la béatification de Thomas Saleh s'ouvre le 17 février 2007 et est clôturé le 28 octobre 2009, puis le dossier est transmis à Rome. La Congrégation pour la cause des saints valide le 1er octobre 2012 le procès diocésain comme étant conforme à ses procédures, et reçoit en 2017 le dossier officiel « Positio » de la postulation (responsables de la cause) pour enquêter,.
À la suite de ces enquêtes, le pape François signe le 27 octobre 2020 le décret qui reconnaît que Thomas Saleh est mort ex aerumnis carceris (« des difficultés de l'incarcération ») et peut donc être béatifié,. La cérémonie de béatification de Thomas Saleh et Léonard Melki a lieu le 4 juin 2022 au couvent de la Croix à Bqennaya sous la présidence du cardinal Marcello Semeraro représentant le pape,.
Le postulateur de la cause de Thomas Saleh est Carlo Calloni, capucin.